# Mireille et Arsène Lapin
Mireille et Arsène Lapin était une émission de télévision québécoise pour enfants qui était diffusée depuis l'automne 1980, sur la chaîne câblée Enfants et Jeunesse, devenue TVJQ.

## Synopsis
Mireille montrait aux enfants et à Arsène à réaliser des bricolages et à chaque émission montrait à l'écran un dessin choisi parmi tous ceux que les enfants lui envoyaient. 

## Distribution
- Mireille Pouliot : Mireille
- Jean Blanchet : Arsène Lapin